# Mike Cernovich
Michael Cernovich, född den 17 november 1977 i Kewanee, Illinois, är en amerikansk författare och profil inom alt-right-rörelsen. Cernovich växte upp i Kewanee, Illinois.